# Psaume 134 (133)
Le psaume 134 (133 selon la numérotation grecque) est le dernier des quinze cantiques des degrés.

## Texte
| verset | original hébreu                                                      | traduction française de Louis Segond | Vulgate latine |
| ------ | -------------------------------------------------------------------- | --- | --- |
| 1      | שִׁיר, הַמַּעֲלוֹת:הִנֵּה בָּרְכוּ אֶת-יְהוָה, כָּל-עַבְדֵי יְהוָה--הָעֹמְדִים בְּבֵית-יְהוָה, בַּלֵּילוֹת | [Cantique des degrés.] Voici, bénissez l’Éternel, vous tous, serviteurs de l’Éternel, qui vous tenez dans la maison de l’Éternel pendant les nuits ! | [Canticum graduum] Ecce nunc benedicite Dominum omnes servi Domini qui statis in domo Domini in atriis domus Dei nostri |
| 2      | שְׂאוּ-יְדֵכֶם קֹדֶשׁ; וּבָרְכוּ, אֶת-יְהוָה                                         | Élevez vos mains vers le sanctuaire, et bénissez l’Éternel !                                                                                         | In noctibus extollite manus vestras in sancta et benedicite Domino                                                      |
| 3      | יְבָרֶכְךָ יְהוָה, מִצִּיּוֹן: עֹשֵׂה, שָׁמַיִם וָאָרֶץ                                    | Que l’Éternel te bénisse de Sion, lui qui a fait les cieux et la terre !                                                                             | Benedicat te Dominus ex Sion qui fecit caelum et terram                                                                 |

## Usages liturgiques

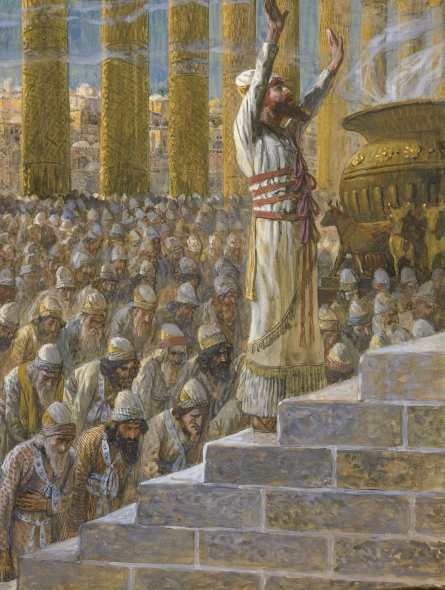
La dédicace du temple de Jérusalem par Salomon, de James Tissot.

### Dans le judaïsme
Le psaume 134 est récité après la prière de mincha, entre la fête de souccot et le shabbat hagadol.

### Dans le christianisme

#### Chez les catholiques
Saint Benoît de Nursie choisit celui-ci pour l'office de complies, selon sa règle de saint Benoît fixée vers 530. Donc depuis le haut Moyen Âge, ce psaume était quotidiennement exécuté lors de cet office.
Dans la liturgie des Heures actuelle, le psaume 134 est encore récité ou chanté aux complies le samedi soir et à la veille des solennités.

## Mise en musique
- Michel-Richard de Lalande écrit son motet Ecce nunc benedicte (S.8) en 1683, l'année où il devint musicien de Louis XIV, pour les offices à la chapelle royale du château de Versailles.